# Kharagpur Railway Settlement
Kharagpur Railway Settlement är en ort (census town) i den indiska delstaten Västbengalen, och tillhör distriktet Paschim Medinipur. Den är en förort till Kharagpur, och folkmängden uppgick till 82 735 invånare vid folkräkningen 2011.